# Julien Wanders
Julien Wanders (Ginevra, 18 marzo 1996) è un mezzofondista svizzero.

## Biografia
Nel 2015 partecipa agli Europei juniores, piazzandosi in quattordicesima posizione nei 5000 m con il tempo di 15'03"05; nello stesso anno ha partecipato ai Mondiali di corsa campestre, piazzandosi in trentaseiesima posizione nella gara juniores, ed agli Europei di corsa campestre, piazzandosi in dodicesima posizione nella gara juniores; sempre nel 2015 ha inoltre stabilito il record svizzero juniores dei 5000 m, con il tempo di 13'48"21. Nel 2017 si piazza in seconda posizione nella gara dei 5000 m degli Europei a squadre, con il tempo di 13'56"34.
Nel 2018 partecipa ai Mondiali di mezza maratona, piazzandosi in ottava posizione con il tempo di 1h01'03"; sempre nello stesso anno gareggia anche agli Europei di Berlino, sia nei 5000 m che nei 10000 m, nei quali si piazza rispettivamente in ottava ed in settima posizione; sempre nel 2018 stabilisce inoltre il nuovo record europeo dei 10 km su strada (migliorando il record stesso ad Houilles due settimane dopo averlo battuto a Durban).
Nel 2019 ha ottenuto i record europei di 5 km su strada (poi perso nel 2020 ad opera del francese Jimmy Gressier) e mezza maratona, oltre al record nazionale svizzero nei 10000 m. Nel corso dell'annata partecipa inoltre agli Europei a squadre, nei quali si piazza in seconda posizione nei 5000 m con il tempo di 13'45"31. Partecipa inoltre ai Mondiali, gareggiando sia nei 5000 m (dove viene eliminato nelle batterie) sia nei 10000 m, gara in cui si ritira; infine, partecipa agli Europei di corsa campestre, nei quali ottiene un quarto posto, poi ratificato in terzo posto a causa della squalifica per doping dell'atleta svedese, inizialmente vincitore, Robel Fsiha.
Nel 2020 migliora il record europeo, che già deteneva da 2 anni, nei 10 km su strada.
Nel 2021 partecipa ai suoi primi Giochi olimpici, chiudendo in ventunesima posizione con un tempo di 28'55"29 la gara dei 10000 m piani.

## Record nazionali
Seniores
- Mezza maratona: 59'13" ( Ras Al Khayma, 8 febbraio 2019)

U23
- Mezza maratona: 1h00'09" ( Barcellona, 11 febbraio 2018)

## Palmarès
| Anno | Manifestazione             | Sede       | Evento         | Risultato | Prestazione | Note                                     |
| ---- | -------------------------- | ---------- | -------------- | --------- | ----------- | ---------------------------------------- |
| 2013 | Europei di cross           | Belgrado   | Corsa U20      | 54°       | 19'11"      |                                          |
| 2013 | Europei di cross           | Belgrado   | A squadre      | 11°       | 235 p.      |                                          |
| 2014 | Mondiali U20               | Eugene     | 5000 m piani   | 18º       | 14'50"30    |                                          |
| 2014 | Europei di cross           | Samokov    | Corsa U20      | 16°       | 20'47"      |                                          |
| 2015 | Mondiali di cross          | Guiyang    | Corsa U20      | 36º       | 25'47"      |                                          |
| 2015 | Europei juniores           | Eskilstuna | 5000 m piani   | 14º       | 15'03"05    |                                          |
| 2015 | Europei di cross           | Hyères     | Corsa U20      | 12º       | 18'03"      |                                          |
| 2015 | Europei di cross           | Hyères     | A squadre      | 9°        | 169 p.      |                                          |
| 2018 | Mondiali di mezza maratona | Valencia   | Individuale    | 8º        | 1h01'03"    |                                          |
| 2018 | Europei                    | Berlino    | 10000 m piani  | 7º        | 28'22"02    |                                          |
| 2018 | Europei                    | Berlino    | 5000 m piani   | 8º        | 13'24"79    | Miglior prestazione personale            |
| 2019 | Mondiali                   | Doha       | 5000 m piani   | Batteria  | 13'38"95    |                                          |
| 2019 | Mondiali                   | Doha       | 10000 m piani  | dnf       | dnf         |                                          |
| 2019 | Europei di cross           | Lisbona    | Corsa seniores | Bronzo    | 30'25"      |                                          |
| 2019 | Europei di cross           | Lisbona    | A squadre      | 8º        | 84 p.       |                                          |
| 2020 | Mondiali di mezza maratona | Gdynia     | Individuale    | 21º       | 1h00'46"    |                                          |
| 2021 | Giochi olimpici            | Tokyo      | 10000 m piani  | 21º       | 28'55"29    | Miglior prestazione personale stagionale |
| 2021 | Europei di cross           | Dublino    | Corsa seniores | 63°       | 33'13"      |                                          |
| 2021 | Europei di cross           | Dublino    | A squadre      | 8º        | 108 p.      |                                          |
| 2024 | Europei                    | Roma       | Mezza maratona | dnf       | dnf         |                                          |

## Campionati nazionali
2012
- 4º ai campionati svizzeri allievi, 1500 m piani - 4'16"18

2013
- 34º ai campionati svizzeri di corsa su strada, 10 km - 32'19"
- 9º ai campionati svizzeri, 1500 m piani - 4'00"93
- Argento ai campionati svizzeri allievi, 1500 m piani - 3'55"78
- 8º ai campionati svizzeri allievi di corsa campestre - 16'46"

2014
- Bronzo ai campionati svizzeri di corsa su strada, 10 km - 30'29"
- Oro ai campionati svizzeri juniores, 5000 m piani - 14'28"39

2015
- Oro ai campionati svizzeri juniores, 5000 m piani - 14'52"77

2016
- Oro ai campionati svizzeri, 5000 m piani - 14'12"22

2017
- Oro ai campionati svizzeri, 1500 m piani - 3'44"74

2018
- Oro ai campionati svizzeri, 1500 m piani - 3'43"39

2019
- 6º ai campionati svizzeri, 800 m piani - 1'51"57
- Argento ai campionati svizzeri, 1500 m piani - 3'50"64

## Altre competizioni internazionali
2016
- 6º alla Corrida Pédestre Internationale de Houilles ( Houilles) - 28'22"
- 4º alla Course de l'Escalade ( Ginevra), 7,323 km - 21'13"

2017
- Argento nella First League degli Europei a squadre ( Vaasa), 5000 m piani - 13'56"34
- 4º alla Stramilano ( Milano) - 1h01'43"
- Oro alla Corrida Pédestre Internationale de Houilles ( Houilles) - 28'02"
- Bronzo alla Durban CitySurfRun ( Durban) - 28'13"
- Oro alla Course de l'Escalade ( Ginevra), 7,323 km - 20'58"

2018
- Argento alla Mezza maratona di Barcellona ( Barcellona) - 1h00'09"
- Oro alla Corrida Pédestre Internationale de Houilles ( Houilles) - 27'25"
- Argento alla Durban CitySurfRun ( Durban) - 27'32"
- Bronzo ai Bislett Games ( Oslo), 10000 m piani - 28'07"15
- 13º all'Athletissima ( Losanna), 5000 m piani - 13'36"24
- Oro alla Course de l'Escalade ( Ginevra), 7,323 km

2019
- Argento nella Super League degli Europei a squadre ( Bydgoszcz), 5000 m piani - 13'45"31
- 4º alla Mezza maratona di Ras al-Khaima ( Ras al-Khaima) - 59'13"
- Oro alla Course de l'Escalade ( Ginevra), 7,323 km - 20'39"
- 6º al Bauhaus-Galan ( Stoccolma), 10000 m piani - 27'44"36
- 14º all'Athletissima ( Losanna), 5000 m piani - 13'13"84
- Oro alla 5 km Herculis ( Monaco), 5 km - 13'29"

2020
- 8º alla Mezza maratona di Valencia ( Valencia) - 59'55"
- 11º alla Mezza maratona di Ras al-Khaima ( Ras al-Khaima) - 1h00'46"
- Bronzo alla 10K Valencia Ibercaja ( Valencia) - 27'13"
- 10º all'Herculis ( Monaco), 5000 m piani - 13'49"85

2021
- Oro alla Lago Maggiore Half Marathon ( Stresa-Verbania) - 1h02'42"

2022
- 18º alla Maratona di Parigi ( Parigi) - 2h11'52"
- 41º alla Mezza maratona di Copenaghen ( Copenaghen) - 1h03'47"
- 11º alla 10K Valencia Ibercaja ( Valencia) - 28'14"

2024
- 7º alla Mezza maratona di Siviglia ( Siviglia) - 1h02'38"

2025
- 14º al Giro podistico internazionale di Castelbuono ( Castelbuono) - 37'49"